# Świętniki (gmina Pogiry)
Świętniki (lit. Šventininkai; pol. hist. Świątniki) – wieś na Litwie, w okręgu wileńskim, w rejonie wileńskim, w gminie Pogiry, przy drodze magistralnej A4.

## Historia
Dawniej część wsi Świętniki.
W XIX i w początkach XX w. położone były w Rosji, w guberni wileńskiej, w powiecie trockim, w gminie Międzyrzecz. Po I wojnie światowej pod administracją polską, w Zarządzie Cywilnym Ziem Wschodnich. W latach 1920–1922 w składzie Litwy Środkowej.
Od 11 kwietnia 1922 leżały w Polsce, w województwie wileńskim, w powiecie wileńsko-trockim, do 1 kwietnia 1927 w gminie Landwarowo, następnie w gminie Troki.
Po II wojnie światowej w granicach Związku Sowieckiego. Od 1991 na niepodległej Litwie.